# 田中秀明 (実業家)
田中 秀明（たなか ひであき）は、日本の実業家。岡崎信用金庫理事長。

## 来歴
愛知県出身。1982年、駒澤大学経済学部卒業。岡崎信用金庫入庫。
2013年に理事。2018年に副理事長。2019年4月、理事長に就任｡
中部経済同友会の経済政策グループ・金融の役割と未来を考える委員会副委員長。